# Anne Koedt
Anne Koedt (Denemarken, 1941) is een Amerikaans radicaal-feminist. Zij geniet bekendheid vanwege het publiceren van The Myth of the Vaginal Orgasm, een feministisch standaardwerk op het gebied van seksualiteit.

## Radicale groepen
Koedt was lid van The Feminists, een radicale afsplitsing van de afdeling New York van de feministische National Organization for Women. In 1969 verliet zij The Feminists, om samen met Shulamith Firestone de New York Radical Feminists op te richten. Een jaar later waren beide oprichtsters reeds uit de NYRF vertrokken, vanwege interne conflicten. Koedt heeft zich daarna van het georganiseerd feminisme afgewend.

## The Myth of the Vaginal Orgasm
In 1968 publiceerde Koedt haar meest invloedrijke werk, "The Myth of the Vaginal Orgasm", aanvankelijk als een vier pagina's tellende samenvatting in het radicaal-feministische jaarboek Notes from the First Year. Later werd een volledige versie van dit feministische essay uitgegeven. In het essay stelde Koedt de heersende opvattingen over het vrouwelijk orgasme aan de kaak. Deze onder in die tijd voornamelijk mannelijke seksuologen en psychologen geldende visie ging terug op het werk van Sigmund Freud, die stelde dat het clitoraal orgasme een onvolwassen vorm van seksuele beleving is. Bij volwassen seks zouden vrouwen door normale geslachtsgemeenschap een orgasme moeten kunnen krijgen. Zij die dat niet konden, moesten daarom als psychisch gestoord of zelfs frigide worden bestempeld. Koedt schreef dat vrouwen daarmee onterecht de schuld krijgen van een gebrek aan plezier tijdens seks en dat heersende inzichten het seksueel normaal functioneren van vrouwen ten onrechte als aandoening kwalificeerden. Daarom zouden veel vrouwen psychotherapie zoeken voor een niet bestaande kwaal, in plaats van zich te richten op verandering van seksuele technieken ten behoeve van een prettiger seksleven. Koedt onderbouwde een en ander met recent seksuologisch werk van Alfred Kinsey en Masters en Johnson, onder meer om aan te tonen dat de clitoris en niet de vagina het middelpunt is van de erotische stimulatie bij vrouwen. Koedt stelde verder dat mannelijk seksisme en de wens vrouwen in een ondergeschikte positie te houden, de belangrijkste redenen waren voor het in stand houden van misvattingen over vrouwelijke seksualiteit.

### Reacties
Het essay genoot een aanzienlijke verspreiding en stimuleerde sommigen om het celibaat na te streven of zelfs om lesbianisme uit politieke overtuiging te promoten. Andere feministische auteurs waren kritischer en zij stoorden zich met name aan Koedts stelling dat vrouwen die vaginale orgasmes beleefden, dit rapporteerden uit onwetendheid over hun eigen lichaam of om de eigen partner niet voor het hoofd te stoten.

## Overig werk
In 1969 publiceerde Koedt nog het essay "Politics of the Ego, A Manifesto for New York Radical Feminists" in Notes from the Second Year. Een jaar later schreef ze het pamflet Lesbianism and Feminism. In 1972 volgde ze Shulamith Firestone op als hoofdredacteur van Notes from the Third Year, waarin volgens sommige feministische groepen eerder ingenomen radicale standpunten werden weggelaten. 